# 矢作神社 (岡崎市)

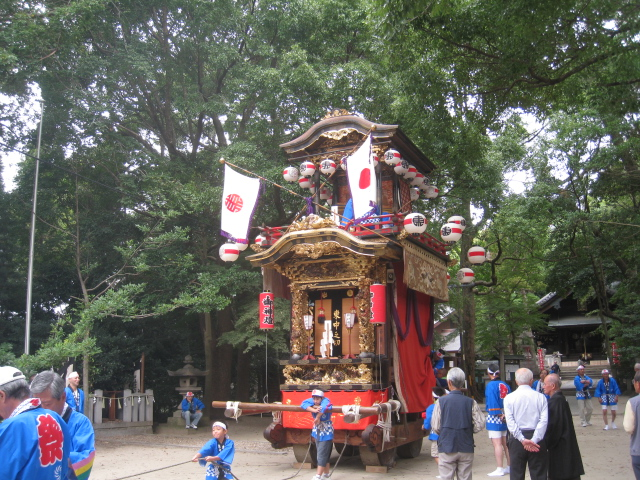
矢作神社秋の大祭

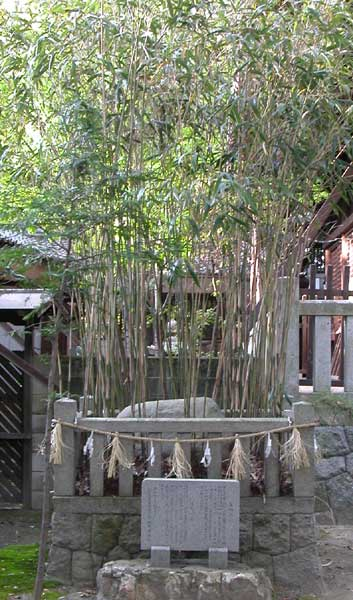
矢竹やぶ

矢作神社（やはぎじんじゃ）は、愛知県岡崎市矢作町にある神社。主祭神は素盞嗚尊（すさのおのみこと）。

## 概要
比較的小さな神社ではあるものの、歴史は古い。秋の大祭では山車の引き回しが行われる。

## 歴史
1928年（昭和3年）に刊行された『矢作町誌』によれば、その由緒は315年頃（景行天皇の時代）の日本武尊が東夷征伐にさかのぼるとされる。日本武尊は、地元の民から賊の退治を依頼された。日本武尊は矢を作る職人である矢作部たちに矢を作るよう命じた。矢を作るための竹は川の中州にあったが、川の流れは速く、矢作部たちは竹の生えている中州まで行けなかった。そこへ一匹の蝶が現れ人の姿となり竹を切り取ってきた。矢作部たちはこの竹を用いて1万本の矢を作り、日本武尊は素戔嗚尊を祀り、賊を討ち果たしたと伝えられる。この矢竹の一部が矢作神社にある矢竹やぶであり、この故事によりこの神社は矢作神社と呼ばれることになったという。
このほか、1083年、源義家が陸奥守として奥州に向かう途中に、日本武尊の故事にならいこの矢作神社に参拝されたと伝えられる。1335年、新田義貞が足利尊氏との戦で戦勝祈願を行った際に、神社の前にあった石が唸った。これを神の加護と信じて戦い、新田義貞が勝利を収めたといわれる。この時の石がうなり石と呼ばれ、矢竹とともに祀られている。
南北朝時代の建徳・文中のころには、兵火により焼失したと伝えられている。その後、天文年間に岡崎城城主の松平広忠が祠を現在の字祇園に再建したが、天正年間の堤防決潰により流失した。その後、神殿を宝珠稲荷に合祀した。
1802年（享和2年）の『村差出帳』には「牛頭天王」と記されており、明治時代の神仏分離令のとき、牛頭天王を素戔嗚尊に改めたことが分かる。
第一次世界大戦後、大正10年4月と大正11年4月、日本海軍の防護巡洋艦「矢矧」の艦長以下乗員一同が正式参拝し、大正10年10月には「矢矧」の100分の１の模型を奉納して、現存している。また、「矢矧」の艦内には矢作神社の分霊が祀られていた。

## 文化財
以下の物件が岡崎市の有形民俗文化財に指定されている。
| 指定名称               | 指定年月日                | 所有者または管理者 |
| ---------------------- | ------------------------- | ------------------ |
| 祭礼山車（1台）        | 1968年（昭和43年）2月8日  | 矢作町3区          |
| 祭礼山車（1台）        | 1973年（昭和48年）3月23日 | 矢作町2区          |
| 矢作神社絵馬群（12点） | 1991年（平成3年）2月6日   | 矢作神社           |